# Časová osa války Izraele s Hamásem (srpen 2024)
Toto část časové osy války Izraele s Hamásem. Obsahuje časové období od 1. srpna do 31. srpna 2024.

## Čtvrtek 1. srpna
IOS ve svém prohlášení potvrdily smrt Mohammáda Dífa, velitele Brigád Al-Kassám, vojenského křídla Hamásu. Ten měl zemřít 13. července při izraelském náletu v Chán Júnisu. Podle palestinských úřadů při tomto náletu zahynulo 90 osob, včetně civilistů. Hamás Dífovu smrt popřel.
Podle IOS byl Ismail al-Ghoul, reportér Al Džazíry zabitý při izraelském náletu 31. července v Gaze zároveň příslušníkem elitní jednotky Hamásu Nukhba. V jednotce Nukhba, která se podílela na útoku na Izrael 7. října 2023, působil jako instruktor pro práci s médii, když instruoval příslušníky jednotky, jak natáčet a distribuovat videa s útoky na izraelské vojáky. Spolu s ním při útoku zahynul i kameraman. Al Džazíra izraelské obvinění odmítla a obvinila Izrael ze systematického cílení na zaměstnance Al Džazíry.
Při izraelském leteckém útoku na školu Dalal v Šujáji zahynulo podle palestinských úřadů 12 osob. Podle IOS školu požíval Hamás jako základnu. V Tal al Hawa útočili bojovníci Hamásu a PID na izraelské vojáky minomety, granáty a ručními zbraněmi. V oblasti Necarimského koridoru útočili na izraelské jednotky příslušníci Brigád mučedníků al-Aksá. Izraelské jednotky podle vlastního tvrzení letecky útočily na palestinské militantní buňky a vojenskou infrastrukturu v oblasti. V Rafahu izraelské jednotky operovaly v Tal al Sultanu. V Rafahu a v uprchlickém táboře Šaboura Izraelci čelili protitankovým střelám a ručním zbraním.
Podle palestinského ministerstva zdravotnictví počet osob zabitých v Pásmu Gazy stoupl 39 480.

## Pátek 2. srpna
V Kataru, v mešitě imáma Muhammada ibn Abd al-Wahhabase uskutečnil pohřeb politického vůdce Hamásu Ismaíla Haníji, zabitého 31. července v Teheránu. Pohřbu se kromě představitelů Hamásu účastnil i katarský emír šejk Tamim bin Hamad al-Thání, íránský viceprezident Mohammad Réza Aref či turecký ministr zahraničí Hakan Fidan. Hamás i Írán ze zabití Haníji obviňují Izrael. Vysoký představitel Hamásu slíbil Izraeli pomstu. Americký prezident J. Biden k zabití Haníji prohlásil, že nepomohlo mezinárodnímu úsilí o zajištění příměří ve válce v Gaze.
Hamás převzal zodpovědnost za raketou palbu na Izrael uskutečněnou během dne. Během několika hodin bylo z jihu Pásma Gazy odpáleno 19 raket. Podle IOS nebyla zaznamenána žádná zranění a rakety buď dopadly na otevřená prostranství či byly zničeny protiraketovou palbou Iron Dome. IOS následně místa odpalů raket napadly bezpilotními letouny.
Podle IOS byl v Gaze zabit vysoký velitel PID Mohammed al Džabari. Džabari dohlížel na distribuci zbraní bojovníkům severní části Pásma Gazy, řídil distribuci peněz a podporoval snahy PID o obnovení výroby raket. 5 politických a vojenských velitelů Hamásu bylo zabito nedávno v jednom z tunelů v průmyslové čtvrti jihozápadně od Gazy. Podle IOS se jednalo o členy politbyra Hamásu Rawhi Muštaha a Sámeh al Siraj a velitele Brigád Kássám Abdula Hadího Siama, Samího Odeha a Mohammeda Hadída. Všichni dle IOS zahynuli poté, co se při bombardování propadl tunel, ve kterém se nacházeli.

## Sobota 3. srpna
M. Haníja, který zahynul v Teheránu, společně se svým bodyguardem při výbuchu trhaviny, byl zabit projektilem krátkého doletu, který obsahoval 7 kg trhaviny. Sdělily to ve svém prohlášení Íránské revoluční gardy. Z Haníjova zabití obvinily Izrael a slíbily pomstu.
IOS zveřejnily dokument, který podle nich dokazuje, že reportér Al-Džazíry Ismail al-Ghoul, zabitý při izraelském náletu 31. července byl členem Hamásu. Dokazovat to má dokument, který IOS získaly z počítače zabaveného Hamásu. Al Džazíra al-Ghoulovo obvinění odmítá.
Kancelář civilní obrany v Gaze sdělila, během izraelského útoku na školní areál v Gaze zahynulo 10 osob. Podle IOS, která útok potvrdila, bylo zasaženo velitelské stanoviště Hamásu.
Podle palestinského ministerstva zdravotnictví počet osob zabitých v Pásmu Gazy stoupl 39 550.

## Neděle 4. srpna
IOS sdělily, že během dne nalezly na hranici mezi Pásmem Gazy a Egyptem tunel dostatečně velký na to, aby jím mohla projíždět vozidla. Tři metry vysoký je jedním z 25 tunelů mezi Pásmem a Egyptem, které IOS odhalily. Tunely jsou poté, co je prozkoumají izraelští ženisté ničeny.
Dva lidé v centrálním Izraeli zemřeli poté, co byli napadeni palestinským útočníkem vyzbrojeným nožem. Útočníka následně zastřelila policie.
Na školy Hassan, Salameh a Nasr v Šejk Radwan v jižní části Gazy zaútočilo izraelské letectvo. Podle IOS školy využíval jeden z praporů Hamásu, Šejk Radwan jako úkryt, odkud jeho příslušníci plánovali útoky. Podle palestinských novinářů útoky zabili nejméně 30 osob.
Podle palestinského ministerstva zdravotnictví počet osob zabitých v Pásmu Gazy stoupl 39 583.

## Pondělí 5. srpna
Během dne bylo při bojích v Pásmu Gazy zraněno 7 příslušníků IOS, z toho 4 vážně. Zabití jednoho z velitelů praporu Šejk Radwan, Džabera Azíze při útoku na školy Hassan, Salameh a Nasr v Šejk Radwan v jižní části Gazy 4. srpna oznámily IOS. Spolu s ním zahynuli další operativci Hamásu.
Po vnitřním šetření Úřadu pro vnitřní dohled OSN bylo propuštěno 9 pracovníků UNRWA, kteří se mohli podílet na útoku proti Izraeli 7. října 2023. U devíti lidí byly důkazy dostatečné na to, abychom dospěli k závěru, že mohli být zapojeni do útoků ze 7.října, řekl mluvčí kontrolního úřadu. Úřad vyšetřoval celkem 19 osob.
Podle analýz American Enterprise Institute's Critical Threats Project, Institute for the Study of War a CNN a zveřejněných CNN, téměř polovina vojenských praporů Hamásu v severní a střední části Pásma Gazy obnovila některé ze svých bojových schopností, přestože izraelská ofenzíva zredukovala bojovou sílu Hamásu na partyzánskou armádu. Ta se ale dokázala vrátit do oblastí, které Izrael označil za vyčištěné. Analýza tak vyvrací tvrzení B. Netanjahua, že... vítězství je na dohled. IOS závěry analýzy odmítly s tím, že... většina brigád Hamásu byla zlikvidována a většina praporů je na nízké úrovni pohotovosti, což znamená, že nemohou fungovat jako vojenská síla.
Írán podle některých prohlášení se chce vyhnout totální válce s Izraelem, ale podle mezinárodního práva má právo Izrael potrestat za zabití palestinského vůdce Haníji. Cílem je odradit Izrael od opakování podobných kroků. Izrael účast na zabití Haníji nepřiznal, ani nevyvrátil.
Podle palestinského ministerstva zdravotnictví počet osob zabitých v Pásmu Gazy stoupl 39 623.

## Úterý 6. srpna
Pásmo Gazy musí být převedeno pod kontrolu legitimních palestinských úřadů a izraelské plány na dočasnou kontrolu nad touto enklávou jsou nepřijatelné, řekl palestinský prezident Mahmúd Abbás v rozhovoru pro ruskou tiskovou agenturu RIA. Abbás podle RIA navštíví Rusko 12. až 14. srpna.
Ve své zprávě s názvem Vítejte v pekle izraelská organizace na ochranu lidských práv B'Tselem tvrdí, že... Izrael od začátku války v Gaze provádí systematickou politiku týrání a mučení vězňů, přičemž vystavuje palestinské vězně činům od svévolného násilí až po sexuální zneužívání. Izraelská vězeňská služba a armáda tato tvrzení důrazně odmítly s tím, že s vězni je zacházeno v souladu se zákonem a veškerá obvinění jsou vyšetřována.
Hamás ve svém prohlášení sdělil, že... islámské hnutí odporu Hamás oznamuje, že vybralo Jahjá Sinvára na post šéfa politbyra hnutí. Během svého působení v Hamásu si Sinvár získal pověst nesmiřitelného nepřítele Izraele. Krátce po Sinvárově zvolení odpálily Brigády Ezzedine al-Kassám salvu raket z Pásma Gazy na Izrael.
Celkem 5 příslušníků IOS bylo zraněno, z toho 2 těžce, raketovou palbou poté, co doprovázeli konvoj s humanitární pomocí. IOS z raketového útoku obvinily Hamás. Dodávky na napadené trase byly dočasně přerušeny, neboť se podle IOS... staly bojovou zónou.
Izraelský ministr financí Becal'el Smotrič na konferenci v Jad Binjamin prohlásil, kromě jiného, že... může být spravedlivé a morální nechat vyhladovět 2 miliony obyvatel Gazy, dokud nebudou vráceni izraelští rukojmí, ale nikdo na světě by nám to nedovolil.
Podle palestinského ministerstva zdravotnictví počet osob zabitých v Pásmu Gazy stoupl 39 653.

## Středa 7. srpna
Podle izraelských úřadů byla identifikována poslední osoba zabitá při palestinském útoku na Izrael 7. října 2023. Jedná se 75letou ženu, která byla dosud vedena jako nezvěstná a předpokládalo se, že byla unesena do Pásma Gazy.
Turecko podalo formální žádost o připojení se k žalobě Jihoafrické republiky obviňující Izrael z genocidy. Žádost k připojení se k žalobě již podaly Španělsko, Mexiko, Kolumbie, Nikaragua a Libye. O připojení žádají i Palestinci.
Podle náčelníka generálního štábu izraelské armády Herci Haleviho je nutné nalézt a zlikvidovat Jahjá Sinvára, nového vůdce politického křídla Hamásu, který nahradil zabitého Ismáíla Haníju.
Zatímco Egypt a Spojené arabské emiráty vyjádřily ochotu podílet se na poválečných mírových silách v Gaze, Jordánsko, Katar a Saúdská Arábie odmítly žádosti o poskytnutí vojáků do těchto sil. Podle nejmenovaného arabského představitele... by ti vojáci byli vnímáni jako chránící Izrael před Palestinci.
Podle IOS izraelské letectvo zasáhlo raketomety umístěné poblíž skladů s humanitární pomocí v jižní Gaze a továrnu na výrobu zbraní, která byla umístěna v izraelské humanitární zóně v Dejr el-Baláh v centrální Gaze. Podle IOS odpalovací zařízení byla zasažena a zničena s tím, že po náletu byly identifikovány sekundární exploze, což naznačuje, že tam byly uskladněny další zbraně. Izraelská armáda také vyzvala Palestince v Bajt Hanúnu, v severní Gaze, aby se přesunuli do krytů v centru města Gaza. IOS se chystaly v tomto prostoru zaútočit na palestinské síly ostřelující Izrael.
Podle World Central Kitchen (WCK) byl během dne v Gaze, poblíž Deir Al-Baláh zabit její palestinský zaměstnanec. Ten byl v době smrti mimo službu. IOS uvedly, že o incidentu nic nevědí a jsou s WKC v kontaktu. Představitelé WKC zároveň ze smrti nikoho neobvinili.
Podle palestinského ministerstva zdravotnictví počet osob zabitých v Pásmu Gazy stoupl 39 677.

## Čtvrtek 8. srpna
Podle nejmenovaných zdrojů z Hamásu má nový vůdce Jahjá Sinvár zájem na příměří mezi Hamásem a Izraelem. Podle izraelské televize Channel 12 Sinvár představitelé Hamásu mimo Gazu, aby při jednání o příměří nečekali na eskalaci konfliktu mezi Íránem a Izraelem.
Norské ministerstvo zahraničí si předvolalo představitele izraelské ambasády v reakci na izraelské rozhodnutí zrušit diplomatický status 8 norských vyslanců při Palestinské samosprávě. Norský ministr zahraničí Espen Barth Eide řekl, že byl... překvapen čtvrtečním oznámením izraelského ministra zahraničí Israelea Kace. Norská vláda nyní vyhodnocuje, jaká další opatření přijmeme, řekl norský ministr zahraničí Espen Barth Eide novinářům.
Podle vlády USA by Izrael měl mít nulovou toleranci vůči týrání a znásilňování jakýchkoli palestinských vězňů. Podle mluvčího amerického ministerstva zahraničí... Izrael by měl plně vyšetřit obvinění ze sexuálního zneužívání palestinských vězňů svými vojáky. USA tak reagovaly na vyšetřování případů týrání palestinských vězňů v izraelském detenčním zařízení v Sde Tejman. Jeden voják IOS v záloze již byl obviněn z podezření z týrání a 5 dalších je ve vojenské vazbě kvůli podezření ze znásilnění zadrženého Palestince neznámým předmětem a z dalšího zneužívání.
Podle IOS byl v Pásmu Gazy zabit vysoce postavený člen Hamásu Nael Sakhel, člen ústředí Hamásu na Západním břehu Jordánu. Útok proběhl 23. července a IOS nyní získaly zpravodajské informace potvrzující jeho smrt.
Podle palestinského ministerstva zdravotnictví počet osob zabitých v Pásmu Gazy stoupl 39 699.

## Pátek 9. srpna
IOS oznámily zahájení nové pozemní operace v Chán Júnis na jihu Pásma Gazy, což zdůvodnily... zpravodajskými informacemi naznačujícími přítomnost teroristů a teroristické infrastruktury v této oblasti. IOS zároveň vyzvaly civilisty v oblasti, aby se přesunuli do humanitární zóny. Boje pokračovaly v Rafahu, kde IOS podle vlastního prohlášení... zabily desítky ozbrojenců přivoláním leteckých úderů, ostřelováním tanků, použitím ostřelovačů a v boji zblízka. Palestinská média uvedla, že nejméně pět lidí bylo zabito ve škole Abdel Fattah Hamoud a dalších sedm osob bylo zabito ve škole al-Zahraa, v Gaze. Podle IOS se v těchto školách shromáždili operativci Hamásu.
Během izraelského náletu v Al-Mawásí bylo podle palestinských zdravotníků zabito 6 osob, další 4 lidé, včetně dívky, byli zabiti v leteckém úderu poblíž předcházejícího úderu. Mezi mrtvími jsou i dva místní novináři, Tamim Abu Muaamar a Abdallah Al-Susi. Od 7. října tak zahynulo již 165 palestinských novinářů, uvedla mediální kancelář vlády v Gaze vedená Hamásem.
Podle arabských médií požaduje Hamás v rámci případné dohody o propuštění rukojmí a palestinských vězňů propuštění nejvýše uvězněného představitele Fatáhu Marwána Barghútího. Ten si odpykává pět doživotních trestů v izraelském vězení za účast na plánování tří teroristických útoků, při nichž během druhé intifády zahynulo pět Izraelců. Podle zdrojů Sky News Arabia s Barghútím počítá jako s budoucím vládcem Pásma Gazy, který by ho řídil podle představ Hamásu. Izrael na toto tvrzení nijak nereagoval.
Šéf OSN pro lidská práva Volker Turk prohlásil, že... byl šokován a zděšen komentáři izraelského ministra financí, který naznačil, že by mohlo být ospravedlnitelné nechat obyvatelstvo Gazy vyhladovět. B Smotrič během projevu na konferenci prohlásil, že... nikdo na světě nám nedovolí vyhladovět dva miliony lidí, i když by to mohlo být ospravedlnitelné a morální, abychom osvobodili rukojmí. Mluvčí úřadu OSN pro lidská práva Jeremy Laurence na tiskové konferenci řekl, že... toto přímé a veřejné prohlášení riskuje, že podnítí další zločiny zvěrstev. Taková prohlášení, zejména ze strany veřejných činitelů, musí okamžitě přestat, musí být vyšetřena, a pokud se zjistí, že se rovnají trestnému činu, musí být stíhána a potrestána.

## Sobota 10. srpna
Podle palestinských zdravotníků zabil izraelský nálet na školu v Gaze, ve které se ukrývají vysídlené palestinské rodiny více než 100 osob. Podle mluvčího palestinské civilní obrany Mahmúda Bassála... dosud je vyproštěno více než 93 mučedníků, z toho 11 dětí a 6 žen. Jsou tam neidentifikované ostatky. Podle IOS je počet obětí nafouknutý, ve svém prohlášení IOS dále uvedla, že ... komplex a mešita, která v něm byla zasažena, sloužily jako aktivní vojenské zařízení Hamásu a Islámského džihádu, a... mezi mrtvými bylo 19 militantů. Podle Hamásu... se jedná o strašlivý zločin a vážnou eskalaci a... mezi mrtvými není ani jeden bojovník.. Útok kromě arabských zemíodsoudily i OSN, EU či Spojené království, USA či Francie
IOS zveřejnily jména a fotografie 19 operativců Hamásu a PID, kteří byli zabiti při útoku na školu v Taba'een v Gaze. Podle IOS... rakety nemohly způsobit škody, které odpovídají zprávám o obětech vládní mediální kanceláře v Gaze. Izraelská armáda dále uvedla, že... existuje vysoká pravděpodobnost, že byl zabit velitel brigády Ústředních táborů Islámského džihádu, Ašhraf Juda.
Podle palestinského ministerstva zdravotnictví počet osob zabitých v Pásmu Gazy stoupl 39 790.

## Neděle 11. srpna
IOS vyzvaly civilisty ve čtvrti al-Džaláa, v Chán Júnisu, aby se přesunuli do tzv. humanitárních zón. Důvodem je chystaná izraelská operace v oblasti, odkud byly v sobotu vypáleny rakety proti Izraeli. Během neděle byl proveden letecký útok na objekt využívaný raketovou jednotkou Hamásu. V Rafahu Izraelci zaútočili na skupinu operativců Hamásu. Ti byli spatřeni poté, co opouštěli ústí tunelu.
Palbou minometů a odstřelovačů útočily Hamás a PID na izraelské jednotky postupující do Al Zaná, v severovýchodní části Chán Júnisu. Palestinci útočili i podél Filadelfského koridoru na jihu Pásma Gazy. Prostřednictvím minometů, termobarických raket, IED, raketových granátů a odstřelovačů útočili příslušníci Hamásu, Brigád mučedníků al-Aksá a Lidová fronta pro osvobození Palestiny na izraelské jednotky v různých částech Rafahu.
Hamás v neděli požádal vyjednavače, aby předložili plán založený na předchozích rozhovorech a odmítl se zúčastnit dalších jednání svolaných na 15. srpen. Hnutí vyzývá vyjednavače, aby předložili plán na realizaci toho, na čem se hnutí dohodlo 2. července 2024 na základě Bidenovy vize a rezoluce Rady bezpečnosti OSN, sdělil ve svém prohlášení Hamás.

## Pondělí 12. srpna
Podle mluvčího Brigád al-Kássám, ozbrojeného křídla Hamásu, Abú Obajdy ve dvou samostatných incidentech palestinské stráže jednoho z izraelských rukojmí zabily a další dva zranily. U dvou zraněných jsou údajně činěny pokusy o záchranu. Jména, ani další podrobnosti nebyly zveřejněny. IOS uvedly, že nemají žádné informace, které by prohlášení potvrdily nebo vyvrátily.
IOS oznámily jména dalších 12 operativců Hamásu a PID, kteří byli zabiti při izraelském leteckém útoku na školu v Gaze 10. srpna. Při útoku bylo zabito minimálně 93 osob. Počet příslušníků Hamásu a PID zabitých při útoku tak podle IOS stoupl na 31. Hamás popřel, že by se mezi zabitými nacházeli bojovníci. IOS naproti tomu prohlásily, že počet obětí útoku je... nafouknutý.
Podle jednoho z velitelů IOS byli izraelští vojáci pár minut od zajetí vůdce Hamasu Jahjá Sinvára v tunelu v Gaze. Káva byla stále horká, řekl generál D. Goldfus, velitel 98. divize IOS v rozhovoru pro izraelskou televizi Channel 12 na otázku, jak blízko byl k dopadení vůdce Hamásu J. Sinvára.
Podle palestinského ministerstva zdravotnictví počet osob zabitých v Pásmu Gazy stoupl 39 897.
Podle IOS počet izraelských vojáků padlých v Pásmu Gazy stoupl na 332.

## Úterý 13. srpna
Podle amerického ministra zahraničí A. Blinkena schválily USA prodej vojenského vybavení do Izraele za 20 miliard dolarů. Největší položku nákupu budou tvořit stíhačky F-15 za 19 miliard. Kromě toho budou do Izraele dodány tankové náboje či vojenská vozidla.
Informace o pobytu Muhammada Dífa získaly izraelské bezpečnostní složky od kurýra Hamásu. Vůdci Hamásu v Pásmu Gazy si informace, z obav ze sledování ze strany Izraele předávaly v písemné formě prostřednictvím kurýrů. Jednoho z nich se podařilo naverbovat izraelské bezpečnostní službě Šin bet. O aktuálním Dífově pobytu získala informaci IOS několik minut před útokem 13. července. Dífovu smrt Izrael potvrdil 1. srpna. Hamás jeho smrt dosud popírá.
Ze šíření protiizraelského narativu obvinil izraelský premiér B. Netanjahu svého ministra obrany Jo´ava Galanta. Stalo se tak poté, co Galant prohlásil Netanjahuovo prohlášení o absolutním vítězství nad Hamásem za... blábol. Kancelář izraelského premiéra ve svém prohlášení uvedla, že Galant svými komentáři ohrožuje dohodu o propuštění rukojmí.
Podle informací z řad izraelských vojáků používá izraelská armáda civilisty z Pásma Gazy jako lidské štíty a nutí je vstupovat do tunelů a domů před vojáky kvůli obavám, že by tyto stavby mohly být vybaveny pastmi a nástražnými zařízeními. Je lepší, když vybuchnou oni a ne vojáci, řekl podle jednoho z vojáků nejmenovaný izraelský velitel. Není ojedinělý incident mladého a hloupého velitele, který se rozhodne někoho zajmout z vlastní vůle, řekl další z vojáků. IOS uvedly, že obvinění prověřují.
Ke dvěma raketám odpáleným z Pásma Gazy, z oblasti Chán Júnis směrem na Tel Aviv se přihlásil Hamás. Podle IOS jedna raketa dopadla do moře a druhá neopustila Pásmo Gazy. Izraelská armáda následně vyzvala civilisty v Chán Júnis k opuštění oblastí, kam posléze rozšířila bojovou činnost. Izraelské jednotky podle IOS ničily vojenskou infrastrukturu Hamásu a zabily několik palestinských bojovníků. Boje pokračovaly jak v centrální části Pásma Gazy, tak na jihu v Rafahu, kde Izraelci, podle prohlášení IOS od začátku května zabili více než 1000 palestinských bojovníků, přičemž v posledních dnes mělo jednat o asi 100 ozbrojenců.
Zastavení vojenských operací ze strany Izraele požaduje vůdce Hamásu J. Sinvár jako podmínku pro pokračování rozhovorů o příměří a propuštění rukojmí. Zároveň ale údajně prohlásil, že... takový požadavek pravděpodobně nebude splněn Izraelem.
Prezident Palestinské samosprávy Mahmúd Abbás se během své návštěvy Ruska setkal s ruským prezidentem V. Putinem. Toho nazval... nejdražším přítelem Palestinců. Putin Abbásovi sdělil, že... Moskva je zarmoucena neutěšenou situací jeho lidu a podporuje jeho snahu o vytvoření plnohodnotného státu.
Podle palestinského ministerstva zdravotnictví počet osob zabitých v Pásmu Gazy stoupl 39 929.

## Středa 14. srpna
Hamás ve svém prohlášení uvedl, že se nezúčastní nového kola rozhovorů o příměří v Pásmu Gazy v Kataru, ale činitel obeznámený s rozhovory řekl, že vyjednavači očekávají, že poté budou s palestinskou skupinou konzultovat. Izrael naproti tomu svůj vyjednávací tým vyšle.
Ismail Althwabta, šéf palestinského mediálního úřadu na tiskové konferenci sdělil, že pokračující izraelské uzavření přechodu Rafah... má za následek smrt více než 1000 dětí, pacientů a zraněných lidí... blokáda také zabránila 25 000 pacientům a zraněným lidem vyhledat lékařské ošetření v zahraničí. Palestinský představitel označil uzavření přechodu Rafáh za... porušení mezinárodního práva.
Podle palestinského ministerstva zdravotnictví počet osob zabitých v Pásmu Gazy stoupl 39 965.

## Čtvrtek 15. srpna
Podle prohlášení IOS izraelské letectvo a pozemní jednotky útočily na více než 30 objektů Hamásu v Rafahu, v Chán Júnisu a v prostoru Necarimského koridoru. Během izraelských útoků bylo zabito několik desítek příslušníků Hamásu a PID a zničeny dva sklady zbraní.
Ve svém prohlášení sdělil Hamás, že strážce, který 12. srpna zabil izraelské rukojmí se mstil poté, co se dozvěděl o smrti svých dvou dětí během izraelského útoku a jednal v rozporu s instrukcemi. Vaše brutalita je bezprostředním nebezpečím pro vaše vězně, stálo v prohlášení Hamásu. Podle IOS je na fotografii tělo zabitého izraelského rukojmí nalezeného izraelskými vojáky v listopadu 2023. Toto odhalení by, podle Al Arabiya mohlo být pokusem zvýšit tlak na Izrael před rozhovory o příměří.
Podle prohlášení IOS bylo více než 50 tunelů objevených podél Filadelfského koridoru během minulého týdne zničeno izraelskými ženisty. Podle mluvčího IOS kontradmirála Daniela Hagariho izraelská armáda od začátku války zabila v Pásmu Gazy více než 17 000 palestinských operativců a poškodila schopnost Hamásu přeskupit se a zotavit se. Za poslední den byly, podle prohlášení zabity po celém Pásmu Gazy desítky ozbrojenců a zničena infrastruktura Hamásu.
Podle mluvčího katarského ministerstva zahraničí budou rozhovory o příměří v Gaze a o rukojmích budou pokračovat v pátek. Hamás, který se ke čtvrtečním rozhovorům nepřipojil, obvinil Izrael ze zdržování vyjednávání. Hamás ve svém prohlášení odmítl jakékoliv zasahování Izraele a USA do dění v Gaze tzv. den poté (po uzavření příměří) a trval na svých požadavcích, včetně úplného stažení se Izraele z Pásma Gazy.
Podle palestinského ministerstva zdravotnictví počet osob zabitých v Pásmu Gazy stoupl nad 40 000.

## Pátek 16. srpna
Podle IOS bylo od začátku války zneškodněno asi 17 000 palestinských militantů, aniž bylo sděleno, zda tento počet zahrnuje i zraněné a zajaté palestinské bojovníky. Podle palestinského ministerstva zdravotnictví bylo od začátku války zraněno nejméně 92 401 Palestinců, 85% z 2,3 milionů obyvatel Pásma Gazy muselo opustit své domovy.
Zřízení oficiální komise pro vyšetření útoku ze 7. října a války v Gaze by podle izraelské Generální prokurátorky Gali Baharav-Miary mohlo odvrátit hrozící zatykače na izraelské představitele ze strany Mezinárodního trestního soudu (ICC) za údajné válečné zločiny. Řekla to poté, co se izraelský premiér Netanjahu setkal s představiteli izraelské justice. Netanjahu údajně preferuje zřízení komise na nižší úrovni, zřízení státní komise Netanjahu odmítá.
Podle palestinského ministerstva zdravotnictví byl v Pásmu Gazy zaznamenán první případ dětské obrny po 25 letech. Testy provedené v Jordánsku dětskou obrnu potvrdily u desetiměsíčního palestinského kojence. Světová zdravotnická organizace a dětský fond OSN UNICEF uvedly, že plánují dvě sedmidenní očkovací kampaně napříč Pásmem Gazy, které začnou koncem srpna. Obě agentura vyzvaly k dvěma sedmidenním přestávkám v bojích s tím, že... tyto přestávky v bojích by umožnily dětem a rodinám bezpečně se dostat do zdravotnických zařízení a komunitním pracovníkům dostat se k dětem, které nemají přístup ke zdravotnickým zařízením pro očkování proti obrně. Podle představitele Hamásu Izzat al-Riše Hamás týdenní příměří podpořil, Izrael se dosud nevyjádřil.
Nařízení o evakuaci vydaly IOS pro oblasti Bajt Hanún a Šejk Zajíd na severu Pásma a Dajr al-Baláh v centrální části Pásma Gazy. V těchto lokalitách IOS zahájily čistící operace s cílem eliminovat buňky palestinských bojovníků, které do oblastí opakovaně pronikají. V centrální části Pásma IOS zrušily status humanitární zóny v oblastech, odkud probíhají palestinské útoky na izraelské jednotky. Boje pokračují v Chán Júnisu, kde IOS ostřelovala odpaliště raket a Brigády mučedníků al-Aksá útočily prostřednictvím ostřelovačů a v Rafahu, kde Palestinské hnutí mudžahedínů útočilo na izraelské obrněné jednotky barelovými bombami.

## Sobota 17. srpna
Podle palestinských zdravotníků bylo po izrelském útoku nejméně 17 Palestinců zabito a desítky zraněny městě Zawajda v Gaze. Izrael v prostoru útočil poté, co byla z oblasti vedena raketová palba Hamásu. Většina obětí jsou podle zdravotníků ženy a děti.
Desítky tisíc protestujících, včetně příbuzných těch, kteří jsou drženi jako rukojmí v Gaze požadovaly na demonstraci v Tel Avivu propuštění izraelských rukojmí. Předpokládá se, že 111 z 251 rukojmích unesených Hamásem 7. října zůstává v Gaze, včetně těl 39 mrtvých potvrzených IOS.
Člen politbyra Hamásu Sami Abú Zuhrí odmítl tvrzení amerického prezidenta J. Bidena o vyhlídkách na blízké příměří jako optimistické řeči. Dále prohlásil, že... říkat, že se blížíme k dohodě, je iluze. Z bránění pokusům o dokončení dohody obvinil jordánský ministr zahraničí Ajmán Safadí B. Netanjahua. Netanjahu popřel, že by byl překážkou dohody, a obvinil Hamás.
Podle palestinského ministerstva zdravotnictví počet osob zabitých v Pásmu Gazy stoupl 40 074.
Podle IOS počet izraelských vojáků padlých v Pásmu Gazy stoupl na 334.

## Neděle 18. srpna
Americký ministr zahraničí Antony Blinken v neděli zamířil do Izraele po dvoudenních jednáních v katarském Dauhá, zatímco izraelští vyjednavači vedly rozhovory v Káhiře. Podle vysokého představitele Bidenovy administrativy... to, co jsme udělali, je, že jsme vzali mezery, které zůstávají, a překlenuli je způsobem, o kterém si myslíme, že je v podstatě dohodou, která je nyní připravena k uzavření, implementaci a posunu vpřed. Rozhovorů se neúčastnil Hamás. Člen politbyra Hamásu Sami Abú Zuhrí řekl, že... nečelíme dohodě ani skutečným jednáním, ale spíše vnucování amerického diktátu.
Během exploze byla podle izraelské policie v Tel Avivu zabita jedna osoba. Mluvčí policie naznačil, že incident mohl být útokem militantů. Bylo potvrzeno, že šlo o výbuch bomby, řekl policejní mluvčí.
Podle palestinského ministerstva zdravotnictví počet osob zabitých v Pásmu Gazy stoupl 40 099.

## Pondělí 19. srpna
K odpovědnosti za výbuch bomby v Tel Avivu se přihlásily Hamás a PID. Podle izraelské policie zahynul při explozi muž, který bombu nesl. Další osoba byla zraněna. Ve svém prohlášení Hamás uvedl, že... šlo o sebevražedný bombový útok provedený jako společná operace s Palestinským islámským džihádem. Zároveň slíbil další podobné útoky. Izraelská policie tak zároveň vyloučila, že by se jednalo o kriminální aktivitu.
Podle organizace Human Rights Watch (HRW) by izraelský letecký útok provedený 20. července na vojenské cíle Hútíjů v jemenském přístavu Hudajdá mohl být válečným zločinem. Zdá se, že útoky způsobily nepřiměřené škody civilistům a civilním objektům. Vážná porušení válečného práva spáchaná úmyslně, tj. úmyslně nebo z nedbalosti, jsou válečnými zločiny, napsala HRW ve své zprávě. Izraelské ministerstvo zahraničí zprávu nekomentovalo.
Podle vlastního prohlášení Hamás odmítl podmínky dohody o propuštění rukojmích a příměří, které byly projednávány v Dauhá ve čtvrtek a v pátek, a obvinil premiéra Benjamina Netanjahua z kladení nových překážek v rozhovorech. Mezi hlavní sporné body při vyjednávání patří Netanjahuův požadavek, aby IOS zůstala rozmístěna hranici mezi Pásmem Gazy a Egyptem.
Podle palestinského ministerstva zdravotnictví počet osob zabitých v Pásmu Gazy stoupl 40 139.
Podle IOS počet izraelských vojáků padlých v Pásmu Gazy stoupl na

## Úterý 20. srpna
Šest mrtvých izraelských rukojmí nalezla v Chán Júnisu izraelská armáda ve spolupráci se Šin bet. Těla 6 mužů byla nalezena v tunelu. Podle IOS budou těla podrobena šetření, které má určit příčiny úmrtí.
Podle amerického prezidenta J. Bidena Hamás ustupuje od dohody s Izraelem o příměří. Za americkou zelenou pro sionistickou extremistickou vládu k páchání dalších zločinů proti bezbranným civilistům následně prohlásil Bidenova slova Hamás.
Izraelský premiér B. Netanjahu věří, že případná dohoda o příměří se během několika týdnů rozpadne. Podle zdroje z premiérovy blízkosti je jeho okolí skeptické k hrozbám krajně pravicových ministrů Becal'ela Smotriče a Itamara Ben Gvira, že svrhnou vládu, pokud Netanjahu podepíše dohodu s Hamásem o příměří. Podle zdroje... Netanjahuovi důvěrníci si myslí, že v nejhorším případě by Smotrič a Ben Gvir odešli z vlády, ale zůstali by v koalici, čímž by zabránili kolapsu vlády a odvrátili předčasné volby, které by mohly Netanjahua odstavit od moci.
Podle palestinského ministerstva zdravotnictví byl v pondělí při izraelské střelbě zabit palestinský novinář Ibrahim Muharab. Další dva novináři, kteří se pohybovali v jeho blízkosti byli zraněni. Podle Výboru na ochranu novinářů (CPJ) bylo od 7. října 2023 zabito nejméně 113 novinářů a mediálních pracovníků. To podle CPJ... představuje nejvražednější období pro novináře od doby, kdy CPJ začal v roce 1992 shromažďovat údaje.
Podle palestinského ministerstva zdravotnictví počet osob zabitých v Pásmu Gazy stoupl 40 173.

## Středa 21. srpna
Po pondělním jednání s izraelským premiérem B. Netanjahuem řekl americký ministr zahraničí A. Blinken, že...pan Netanjahu přijal takzvaný překlenovací návrh Washingtonu, jehož cílem je pokusit se vyřešit sporné body a přiblížit Izrael a Hamás k dohodě. Netanjahu později na setkání rodin rukojmích řekl, že... přesvědčil Blinkena, že dohoda musí zajistit, aby izraelské jednotky zůstaly v oblastech Gazy... včetně jižní hranice s Egyptem. Vysoký představitel americké administrativy se ohradil proti komentářům B. Netanjahua a obvinil izraelského premiéra z... maximalistických požadavků. Proti myšlence, že by izraelské jednotky zůstaly podél egyptské hranice v Pásmu Gazy jsou i Egypťané.
Podle izraelského ministra obrany J. Galanta zničily IOS podél jižní hranice Pásma Gazy 150 tunelů, asi 30 míst s infrastrukturou Hamásu a zabily při náletech desítky palestinských militantů.
Podle Agentury civilní obrany v Pásmu Gazy zabil izraelský útok na školu Salah al-Din v Gaze 2 osoby a zranil 10 dětí. Podle IOS školu používají operativci Hamásu jako úkryt a základnu k plánování a provádění útoků proti jednotkám IOS.
Podle palestinského ministerstva zdravotnictví počet osob zabitých v Pásmu Gazy stoupl 40 223.

## Čtvrtek 22. srpna
Podle listu Al-Araby Al-Jadeed izraelská delegace při jednáních v Káhiře předložila nový návrh na uspořádání ohledně Filadelfského koridoru, které by počítal s monitoringem oblasti ze strany OSN a misí EU na hraničním přechodu v Rafahu. Izraelský premiér Netanjahu ve svém prohlášení sdělil, že nebude souhlasit se stažením IOS z Filadelfského koridoru ani s umístěním mezinárodních sil .
Podle palestinské tiskové agentura Wafa zahynulo 11 osob při ranním izraelském leteckém úderu v Bajt Lahíja na severu Pásma Gazy.
Podle pitevních nálezů nesou těla šesti rukojmích, které IOS tento týden vyzvedly v Chán Júnisu v jižní Gaze známky střelných zranění. To pravděpodobně naznačuje, že rukojmí byla zabita svými vězniteli. Podle Fóra rukojmích... záchrana šesti těl není žádným úspěchem, je to svědectví o naprostém selhání dosáhnout dohody včas, protože šest rukojmích, kteří se měli vrátit živí, se vrátilo v rakvích. .
Další postup izraelských obrněných jednotek je hlášen z centrální a jižní části Pásma Gazy. V těchto místech také dochází ke střetům mezi izraelskými vojáky a operativci Hamásu.
Podle palestinského ministerstva zdravotnictví počet osob zabitých v Pásmu Gazy stoupl 40 265.
Podle IOS počet izraelských vojáků padlých v Pásmu Gazy stoupl na 336.

## Pátek 23. srpna
Podle portálu Axios požádal americký prezident J. Biden izraelského premiéra B. Netanjahua, aby v rámci počáteční fáze dohody o příměří stáhl izraelské jednotky od hranic Pásma Gazy s Egyptem. To je jedna z podmínek pokračování rozhovorů o příměří. Podle nejmenovaných izraelských představitelů Netanjahu požadavek přijal. Podle izraelského neoficiálního návrhu by jednotky IOS byly nahrazeny příslušníky mírových sil OSN. Výjimkou bude hraniční přechod Rafah, který zůstane pod kontrolou Izraele.
Žalobce Mezinárodního soudního dvora OSN (ICC) Karim Chán vyzval soudce k přijetí rozhodnutí o vydání zatykače na B. Netanjahua, J. Galanta, J. Sinvára, M. Dajfa a I. Haníju (poslední dva jmenovaní jsou ale již po smrti). Jmenované viní z válečných zločinů a zločinů proti lidskosti. Chán zároveň odmítl tvrzení, že pravomoc soudu je přehlasována ustanovením mírové dohody z Osla z roku 1993. V rámci dohody Palestinci totiž souhlasili s tím, že nemají trestní jurisdikci nad izraelskými státními příslušníky.
Podle IOS podniklo izraelské letectvo nálet na velitelské centrum Hamásu uvnitř bývalé školy v Zajtúnu. Podle IOS škola Hamásu sloužila ke skladování zbraní a ukrývání bojovníků. V oblasti Zajtúnu příslušníci Brigád mučedníků al-Aksá, Hamásu a Palestinského islámského džihádu útočili na izraelské jednotky minomety a ručními zbraněmi. Hamás podle svého prohlášení v prostoru Necarimského koridoru provedl 22. srpna nálet bezpilotním letounem na izraelské velitelské stanoviště. Izraelské útoky probíhaly i v Chán Júnisu a Rafahu. V Rafahu izraelští ženisté zničili 1 km dlouhý podzemní tunel využívaný palestinskými operativci k útokům na izraelské jednotky. Brigády mučedníků al-Aksá, PIJ a Brigády Salaha al Dina se přihlásily k raketovým a minometným útokům na izraelské území na Kissufim, Zikim, Aškelon, Ašdod a Sderot.
Podle IOS počet izraelských vojáků padlých v Pásmu Gazy stoupl na 337.

## Sobota 24. srpna
Podle palestinské tiskové agentury Wafa nejméně 12 Palestinců, včetně dvou dětí a jedné ženy zahynulo v Chán Júnisu při izraelském ostřelování. Dalších 12 osob bylo zraněno.
Nemocnice Kamal Adwan na severu Pásma Gazy zastavila přijímání pacientů. Nemocnice se ocitla bez elektrické energie, neboť došly zásoby pohonných hmot pro generátory. Dětem v inkubátorech hrozí zástava srdce a smrt a na jednotce intenzivní péče je také sedm případů, které zemřou kvůli nedostatku paliva, řekl jeden z lékařů.
Podle vysokého představitele Hamásu sice tato organizace vyšle své zástupce na jednání do Káhiry, ale vyjednávání se nezúčastní. Delegace se setká s vysokými egyptskými zpravodajskými důstojníky, aby byla informována o vývoji v probíhajícím kole rozhovorů o příměří v Gaze, ale to neznamená, že se zúčastní jednání, řekl představitel Hamásu. Sporným bodem vyjednávání nadále zůstává izraelská přítomnost na hranici mezi Pásmem Gazy a Egyptem, tj. na tzv. Filadelfském koridoru. Zatímco Izrael své stažení oficiálně odmítá, Hamás pokračování vyjednávání podmiňuje izraelským stažením z hranic.
Izraelský premiér B. Netanjahu se dostal do ostrého sporu s izraelskými vyjednavači vedenými šéfem Mosadu Davidem Barneou. Netanjahu trvá na tom, že Izrael se nevzdá kontroly nad Filadelfským koridorem, protože chce zabránit Hamásu v pašování zbraní a bojovníků přes hranici s Egyptem. Izrael musí udržovat kontrolní stanoviště v Necarimského koridoru, aby zastavil ozbrojené bojovníky Hamásu pohybující se z jižní části Pásma Gazy na sever. Právě Filadelfský koridor a Necarimský koridor jsou dva hlavní sporné body, kvůli nimž uvázla vyjednávání o příměří ve slepé uličce.
Podle palestinského ministerstva zdravotnictví počet osob zabitých v Pásmu Gazy stoupl 40 334
Podle IOS počet izraelských vojáků padlých v Pásmu Gazy stoupl na 340.

## Neděle 25. srpna
Do Egypta odletěl izraelský vyjednávací tým vedený šéfy Mosadu a Šin bet na nové kolo rozhovorů zaměřených na propuštění rukojmích a dohodu o příměří v Gaze. Rozhovory se soustřeďují na izraelské požadavky týkající se vojenské přítomnosti podél hranice Gazy s Egyptem, známé jako Filadelfský koridor. Izraelskou přítomnost na hranici odmítají jak Egypt, tak Hamás. Podle nejmenovaného izraelského představitele USA tlačí na Izrael, aby uzavřel dohodu, která by zabránila vypuknutí války v celém regionu.
Hamás ve svém prohlášení odmítl nové izraelské podmínky předložené v rozhovorech o příměří v Gaze. Mezi sporné body patří izraelská přítomnost v tzv. Filadelfském koridoru, tj. hranici mezi Pásmem Gazy a Egyptem. Z té Izrael odmítá stáhnout své jednotky. Mezi nové izraelské podmínky patří možnost prověřování vysídlených Palestinců, kteří by se po začátku příměří vraceli na sever Pásma Gazy. Hamás zároveň prohlásil... za falešné americké řeči o blížící se dohodě.
Izraelská civilní koordinační agentura pro palestinská území COGAT v koordinaci s UNICEF zajistily převoz 25 100 lahviček vakcíny proti obrně do Gazy přes přechod Kerem Šalom. Vakcíny by měly stačit na naočkování 1 255 000 lidí, což je o něco více než polovina populace Pásma Gazy. Lékařské týmy by následně měly tyto vakcíny podávat na různých místech Pásma.
Po zásahu hlídkového plavidla izraelského námořnictva nefunkční raketou vypálenou ze systému Iron Dome zahynul 1 izraelský námořník. Další 2 byli zraněni lehce a středně těžce. Velení izraelského námořnictva incident vyšetřuje.
Podle palestinského ministerstva zdravotnictví počet osob zabitých v Pásmu Gazy stoupl 40 405.
Podle IOS počet izraelských vojáků padlých v Pásmu Gazy stoupl na 340.

## Pondělí 26. srpna
Podle oficiální palestinské tiskové agentury Wafa zahynulo při izraelském leteckém útoku v Gaze 5 osob, další osoby byly zraněny.
K pozastavení asociační dohody a uvalení sankcí na zodpovědné osoby v Izraeli vyzvaly Evropskou unii Reportéři bez hranic (RSF) a 59 dalších médií a lidskoprávních organizací za zabíjení novinářů a opakované porušování svobody tisku ze strany izraelských úřadů. Cílené nebo nevybíravé zabíjení novinářů, ať už spáchané úmyslně nebo z nedbalosti, je válečným zločinem, tvrdí ve své zprávě organizace.
Podle vysokého úředníka OSN byly v Pásmu Gazy zastaveny všechny humanitární operace, kvůli novému izraelskému příkazu k evakuaci oblasti Dajr al-Baláh. Neříkáme, že přestáváme fungovat, ale prakticky teď nemůžeme provozovat svou činnost, prohlásil úředník OSN.
Izraelské jednotky pokračovaly v tzv. vyčišťovacích operací v Chán Júnisu a na předměstí Dajr al-Baláhu. Podle palestinských zdrojů obrněné jednotky IOS postoupily do al Mahta a al Katiba v centru Chán Júnisu. Severně od Chán Júnisu napadly palestinské jednotky izraelské vojáky termobarickými raketami a odpálily nástražná zařízení. V al Mání, jihovýchodně od Dajr al-Baláh zničily izraelské jednotky podle vlastního prohlášení 700 dlouhý tunel. Boje pokračovaly v Rafahu, kde izraelské jednotky podle vlastního vyjádření zabily desítky palestinských operativců.
Podle palestinského ministerstva zdravotnictví počet osob zabitých v Pásmu Gazy stoupl 40 435.

## Úterý 27. srpna
Během vojenské operace na jihu Pásma Gazy se příslušníkům námořní jednotky Šajetet 13 podařilo zachránit jednoho z rukojmí uneseného Palestinci při útoku ze 7. října 2023. Dvaapadesátiletý muž, který byl nalezen v tunelu se podle IOS těší dobrému zdraví. Předpokládá se, že 104 z 251 rukojmích stále zůstává v Gaze, včetně těl 34 mrtvých potvrzených IOS.
Podle mluvčího OSN izraelský příkaz k evakuaci v Gaze... nám extrémně ztížil naši práci. Nicméně tím dementoval zprávu o ukončení humanitární činnosti Podle šéfa bezpečnosti OSN Gillese Michauda... o víkendu izraelská armáda dala více než 200 zaměstnancům OSN jen několik hodin předem, aby se vystěhovalo z kanceláří a obytných prostor v Dajr al-Balah v centrální Gaze.
V jižní části Pásma Gazy operovaly izraelské jednotky v oblasti Zajtúnu s cílem rozšířit kontrolu IOS nad územím poblíž koridoru Necarim, který odděluje severní Pásmo Gazy od jihu. Hamás a další palestinské milice zaútočily na izraelské síly předem nastraženými improvizovanými výbušnými zařízeními (IED), minomety a raketovými granáty (RPG). V severní části Pásma Gazy operovaly izraelské jednotky severovýchodně od Chán Júnisu, na předměstí Dajr al-Baláh, odkud na příkaz IOS musely v minulých dnech odejít civilisté. Hlášen je i postup izraelských jednotek do čtvrti al Mahta. 
Podle palestinského ministerstva zdravotnictví počet osob zabitých v Pásmu Gazy stoupl 40 476.

## Středa 28. srpna
V jižní části Pásma Gazy se izraelským jednotkám podařilo nalézt a vyzvednout tělo izraelského vojáka zabitého a uneseného 7. října 2023. Nález těla byl částečně umožněn díky informacím z výslechů zajatých Palestinců.
Podle OSN bylo humanitární vozidlo zasaženo střelbou izraelské armády. Podle mluvčího generálního tajemníka OSN Stephane Dujarrice... jasně označené humanitární vozidlo OSN, které bylo součástí konvoje, který byl plně koordinován s izraelskou armádou, bylo desetkrát zasaženo střelbou, včetně kulek zaměřených na přední okna. Ve vozidle nikdo nebyl zraněn.
Podle zprávy USAID... někteří zaměstnanci americké Agentury pro mezinárodní rozvoj vyjádřili obavy, že toto úsilí bude obtížné uskutečnit a podkope úsilí přesvědčit Izrael, aby otevřel efektivnější pozemní přechody, aby se na toto území dostaly potraviny. Začátkem roku 2024, kdy americký prezident J. Biden začal prosazovat plavbu plovoucího mola u pobřeží Pásma Gazy, objevily se výhrady k efektivitě takového řešení. Přes plovoucí molo, které bylo nakonec uvedeno do provozu a jehož činnost byla ukončena v červenci 2024 prošla jen malá část plánovaného množství humanitární pomoci. Podle mluvčího americké Rady národní bezpečnosti Seana Savetta... projekt měl skutečný dopad na to, aby se potraviny dostaly k hladovějícím palestinským civilistům navzdory překážkám.
Přestože jsou pouliční tržnice v Gaze plné zboží, běžný obyvatel Gazy si je nemůže dovolit, neboť ceny základních komodit se od začátku konfliktu více než zečtyřnásobily. Palestinci se tak většinou spoléhají na konzervované potraviny z humanitární pomoci.
Podle palestinského ministerstva zdravotnictví počet osob zabitých v Pásmu Gazy stoupl 40 534.
Podle IOS počet izraelských vojáků padlých v Pásmu Gazy stoupl na 342.

## Čtvrtek 29. srpna
K obnovení sebevražedných atentátů proti Izraelcům vyzval vysoký představitel Hamásu Chálid Mašál. Opakuji svou výzvu všem, aby se na více frontách podíleli na skutečném odporu proti sionistické entitě, řekl Mašál během projevu na konferenci v tureckém Istanbulu.
Izrael přiznal, že střelba na vozidlo Světového potravinového programu (WFP) v Pásmu Gazy po komunikační chybě mezi izraelskými vojenskými jednotkami. Izrael musí nejen převzít odpovědnost za své chyby, ale také podniknout konkrétní kroky, aby zajistil, že IDF znovu nebude střílet na zaměstnance OSN, řekl zástupce amerického velvyslance při OSN Robert Wood na zasedání Rady bezpečnosti OSN o Gaze.
Podle Světová zdravotnické organizace OSN se obě bojující strany Izrael a Hamás dohodly, že v bojích v Gaze budou omezené přestávky, aby bylo možné očkování proti obrně pro stovky tisíc dětí v Pásmu Gazy. Podle Rika Peeperkorna, zástupce Světové zdravotnické organizace na palestinských územích... očkovací kampaň, umožněná tzv. humanitárními přestávkami v bojích, bude trvat tři dny v různých oblastech válkou zpustošeného území a začne v neděli v centrální Gaze.
Ministr obrany J. Galant předložil izraelskému bezpečnostnímu kabinetu dokument, ve kterém naléhá na dohodu o příměří a rukojmích. Dohoda by přinesla nejen návrat rukojmí, ale i uklidnění nepřátelství s Hizballáhem na severní hranici a zabránění regionální válce. V případě opaku hrozí Izraeli válka na více frontách. Nejmenovaný politický zdroj, říká, že dokument představuje názor "obranného establishmentu".
Podle palestinského ministerstva zdravotnictví počet osob zabitých v Pásmu Gazy stoupl 40 602.

## Pátek 30. srpna
IOS podle svého prohlášení ukončily třítýdenní operaci v jižní části Pásma Gazy, v Chán Júnisu a na předměstí Dajr al-Baláh. V bojích bylo zabito více než 250 palestinských ozbrojenců, zničeno asi 6 km tunelů a zajištěny zbraně a zpravodajský materiál. V Chán Júnisu se izraelským jednotkám podařilo vyzvednout těla 6 rukojmí.
Joyce Msuya, úřadující šéfka humanitárního úřadu OSN (OCHA), uvedla, že... nemůžeme plánovat více než 24 hodin dopředu, protože se nevíme, jaké zásoby budeme mít, kdy je budeme mít nebo kam je budeme moci doručit. Komentáře šéfky OCHA vyvolala nutnost ukončit pohyb humanitárních pracovníků v Gaze kvůli novému izraelskému příkazu k evakuaci oblasti Dajr al-Baláh.
Izraelský bezpečnostní kabinet při hlasování podpořil postoje premiéra Benjamina Netanjahua ve prospěch zachování izraelské vojenské přítomnosti podél hranice mezi Gazou a Egyptem jako součásti jakékoli potenciální dohody o příměří a propuštění rukojmích. Ministři byli požádáni, aby schválili sérii map, které vypracovaly Izraelské obranné síly a které ukazují, jak Izrael plánuje udržet své jednotky rozmístěné v devítimílovém úzkém úseku známém jako Filadelfský koridor. Rozmístění IOS ve Filadelfském koridoru byl Netanjahuem představen jako nový požadavek při vyjednávání o rukojmích, čímž samotné rozhovory zpomalil. Se samotným hlasováním nesouhlasil ministr obrany J. Galant, který řekl, že... význam požadavku spočívá v tom, že Hamás s tím nebude souhlasit, takže nedojde k dohodě a nebudou propuštěni žádní rukojmí.
Podle IOS byl při leteckém útoku v centrální části Pásma Gazy zabit velitel brigády centrálních táborů PID Muhammad Qatrawi. Ten byl zodpovědný za raketové útoky PID proti Izraeli. V PID zároveň zastával funkce zástupce velitele brigády a zpravodajského důstojníka.

## Sobota 31. srpna
Podle vysokého izraelského představitele hrozí, že Netanjahuův požadavek na setrvání IOS na hranici mezi Pásmem Gazy a Egyptem ohrozí vyjednávání o propuštění rukojmí. Podle izraelského představitele... bezpečnostní establishment stále věří, že se můžeme vrátit do Filadelfského koridoru, pokud to bude nutné, i po stažení. Oblast by po stažení se izraelských jednotek byla osazena senzory a dalšími bezpečnostními opatřeními, která by měla Hamásu zabránit v pašování zbraní z Egypta.
V Gaze útočily izraelské jednotky na palestinské militanty a ničily vojenskou infrastrukturu a zároveň čelily v Zajtúnu útokům Hamásu a PID. V Rafahu Izraelci objevili a zajistili velké množství zbraní. Poblíž brány Salah ad Dín čelily izraelské jednotky minometné palbě ozbrojenců Demokratické frontě pro osvobození Palestiny (DFLP).
Podle americké humanitární organizace Anera byl konvoj s humanitární pomocí, který ve čtvrtek vstoupil do Pásma Gazy po přejezdu přechodu Kerem Šalom převzat neautorizovanými ozbrojenými osobami. IOS, podle vlastního vyjádření... identifikovaly skupinu ozbrojenců, kteří se zmocnili vozidla v čele konvoje a začali ho vést. IOS popsaly tento čin jako pokus o únos a ozbrojence zlikvidovaly. Podle IOS... přítomnost ozbrojených mužů v humanitárním konvoji bez koordinace je v rozporu s postupy, ztěžuje zabezpečení konvojů a jejich pracovníků a tím také poškozuje humanitární úsilí v Gaze.
Podle palestinského ministerstva zdravotnictví počet osob zabitých v Pásmu Gazy stoupl 40 691.